# کاتیا نیبرگ
کاتیا نیبرگ (انگلیسی: Katja Nyberg؛ زادهٔ ۲۴ اوت ۱۹۷۹) بازیکن هندبال اهل نروژ است.